# Tyler Honeycutt
Tyler Deon Honeycutt (Sylmar, California; 15 de julio de 1990-Los Ángeles, California; 7 de julio de 2018) fue un baloncestista estadounidense, profesional durante siete temporadas. Con 2,03 metros de estatura, jugó en la posición de alero.

## Trayectoria deportiva

### Universidad
Jugó durante dos temporadas con los UCLA de la Universidad de California en Los Ángeles, en las que promedió 10,3 puntos, 6,9 rebotes y 2,8 asistencias por partido. En su primera temporada fue titular en 18 de los últimos 26 partidos, liderando a su equipo en rebotes, con 6,5 por partido. Fue elegido en el mejor quinteto de novatos de la Pacific 10 Conference.
En su segunda temporada, lideró la conferencia en tapones, con 2,1 por partido, siendo su cifra de 63, la tercera mejor de la historia de los Bruins. Por su actuación, fue incluido en el mejor quinteto de la conferencia.
Nada más acabar su segunda temporada anunció que renunciaba a los dos años que le quedaban para entrar en el Draft de la NBA.

### Profesional
Fue elegido en la trigésimo quinta posición del Draft de la NBA de 2011 por Sacramento Kings, donde debutó el 31 de diciembre ante New York Knicks, logrando 2 puntos en 4 minutos de juego.
En enero de 2012 fue asignado a los Reno Bighorns de la NBA D-League.

#### Estadísticas
Temporada regular
| Año     | Equipo     | PJ | PT | MPP | %TC  | %3P  | %TL   | RPP | APP | ROB | TPP | PPP |
| ------- | ---------- | -- | -- | --- | ---- | ---- | ----- | --- | --- | --- | --- | --- |
| 2011-12 | Sacramento | 15 | 0  | 5.9 | .333 | .333 | .600  | .9  | .5  | .3  | .2  | 1.3 |
| 2012-13 | Sacramento | 9  | 0  | 3.6 | .273 | .000 | 1.000 | 1.1 | .2  | .0  | .1  | .9  |
| Total   |            | 24 | 0  | 5.0 | .314 | .200 | .714  | 1.0 | .4  | .2  | .2  | 1.2 |

## Fallecimiento
Honeycutt fue encontrado muerto en su casa de Sherman Oaks, en Los Ángeles, el 7 de julio de 2018, después de haberse atrincherado en la entrada de su casa debido a un tiroteo con la policía. Tenía 27 años.